# Clarissa Eden

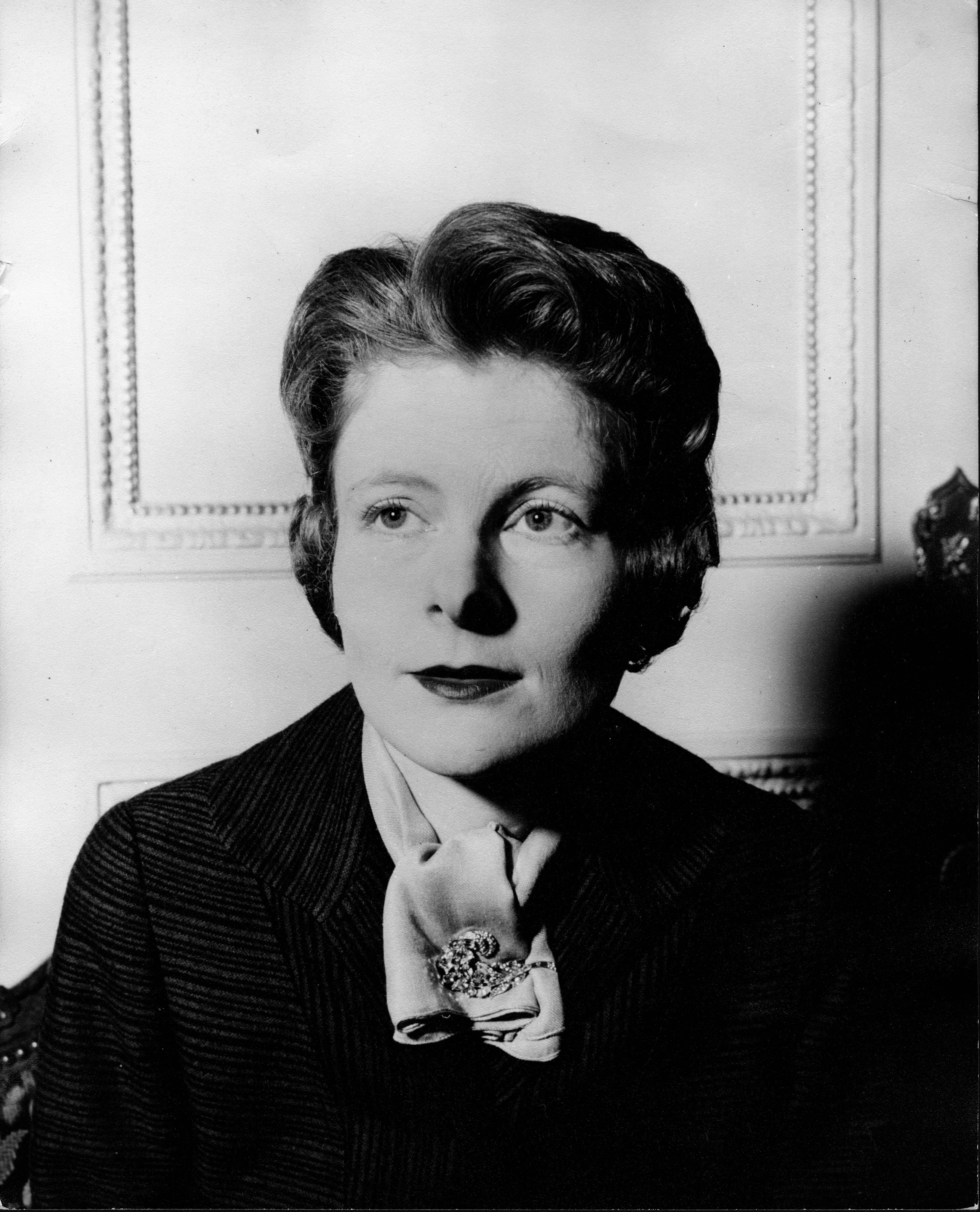
Clarissa Eden (1960)

Anne Clarissa Eden, Countess of Avon (geborene Spencer-Churchill) (* 28. Juni 1920 in Kensington, London, England; † 15. November 2021 in London, England) war eine britische Adlige und Autorin, Nichte Winston Churchills und Ehefrau des britischen Premierministers Anthony Eden.

## Biografie
Clarissa Spencer-Churchill, geboren 1920 im Haus ihrer Eltern in Kensington, war das dritte Kind und die einzige Tochter von Major Jack Spencer-Churchill (1880–1947) und Lady Gwendoline („Goonie“) Bertie (1885–1941), ihrerseits eine Tochter des 7. Earl of Abingdon. Jack Spencer-Churchill war der jüngere Bruder Winston Churchills.
Clarissa Spencer-Churchill brach ihre Schulausbildung ohne formalen Abschluss ab und begann 1937 ein Kunststudium in Paris. Hier wurde sie in die Partygesellschaft eingeführt und hatte ihre ersten Affären. Im Sommer 1937 begleitete sie Julian Asquith und dessen Mutter auf einer Zugreise in die Toskana. Zurück in London, schrieb sie sich an der Slade School of Fine Art ein. Sie fiel in dieser Zeit durch ihr gutes Aussehen ebenso auf wie durch ihren Modegeschmack, etwa einen Hosenanzug im Stil von Marlene Dietrich. 1939 verbrachte sie vier Monate in Paris und reiste als Gast der Schriftstellerin Elizabeth Asquith nach Rumänien. Sie schaffte es gerade noch vor Ausbruch des Zweiten Weltkriegs zurück nach England.
1940 ging Clarissa Spencer-Churchill nach Oxford, um trotz fehlender Qualifikation Philosophie zu studieren. Sie verkehrte mit bekannten Philosophen wie Alfred Jules Ayer und Isaiah Berlin. Weitere Bekanntschaften waren, unter anderem, der Fotograf Cecil Beaton, der Maler Lucian Freud und der Schriftsteller Evelyn Waugh. Wieder in London, arbeitete sie in der Kommunikationsabteilung des Auswärtigen Amts und half bei der Dekodierung verschlüsselter Nachrichten. Nach dem Krieg arbeitete sie bei der Filmproduktionsgesellschaft London Films für Alexander Korda und als Rezensentin für die Modezeitschrift Vogue. Zu ihren Freunden aus dieser Zeit zählten, neben zahlreichen weiteren, Greta Garbo, Orson Welles und Paulette Goddard.
Am 14. August 1952 heiratete Clarissa Spencer-Churchill den 23 Jahre älteren britischen Außenminister Anthony Eden, dessen erste Ehe 1950 geschieden worden war. Die Ehe war glücklich und blieb, bei einer Fehlgeburt 1954, kinderlos. Eden wurde 1955 Premierminister, trat aber 1957 infolge der Sueskrise zurück. 1961 wurde er zum Earl of Avon ernannt, wodurch Clarissa Spencer-Churchill zur Lady Avon wurde.
Anthony Eden starb am 14. Januar 1977 an einem Leberzellkarzinom. Lady Avon, seine Witwe, kümmerte sich um die Erstellung und Veröffentlichung seiner Biografien, veröffentlicht 1986 und 2003. 2007 erschienen ihre eigenen Memoiren. Sie starb am 15. November 2021 bei sich zu Hause im Alter von 101 Jahren.

## Darstellung in Filmen und Theater
In dem Fernsehfilm Suez 1956 von 1979 wurde Lady Avon von Jennifer Daniel verkörpert. 2012 wurde sie in dem Theaterstück A Marvellous Year for Plums von Abigail Cruttenden gespielt. In der Netflix-Serie The Crown (ab 2016) wurde sie von Anna Madeley dargestellt.